# 中国人民解放军陆军研究院
中国人民解放军陆军研究院（32178部队），位于北京市，副军级，是中国人民解放军陆军直属单位，是中国人民解放军陆军最高科研机构。

## 沿革
2017年以前，中国人民解放军陆军没有军种最高科研机构，各科研机构分散在军队院校等单位中。例如有中国人民解放军石家庄陆军指挥学院陆军研究所、中国人民解放军军械工程学院军械技术研究所等等。2015年底，中国人民解放军装甲兵工程学院成立党的创新理论学习研究中心，2015年12月陆军领导机构成立后，该中心改为中国人民解放军陆军党的创新理论研究中心。
2017年7月19日，新调整组建的军事科学院、国防大学、国防科技大学成立大会暨军队院校、科研机构、训练机构主要领导座谈会在北京八一大楼举行，中共中央总书记、国家主席、中央军委主席习近平向军事科学院、国防大学、国防科技大学授军旗、致训词，出席座谈会并发表讲话。在此次改革中，组建中国人民解放军陆军研究院。

## 机构设置
- 装甲兵研究所
- 系统工程研究所
- 工程设计研究所
- 通用装备研究所
- 特种勤务研究所
- 建设发展研究所
- 科技创新中心

……

## 历任领导
| 院长 1. [[]] 少将（2017年7月—） | 政治委员 1. [[]] 少将（2017年7月—） |